# Renato Carlos Sersale di Cerisano
Renato Carlos Sersale di Cerisano (n. 1950) es un diplomático de carrera y economista argentino. En enero de 2016, fue designado embajador argentino ante el Reino Unido. Previamente había sido embajador en Sudáfrica entre 2006 y finales de 2015.

## Carrera
Estudió economía y se unió al cuerpo diplomático de Argentina en 1979, desempeñándose como representante en distintos organismos de las Naciones Unidas (ONU) en Nueva York hasta el año 2000. En la década de 1980 se desempeñó en la Organización de las Naciones Unidas para la Alimentación y la Agricultura (FAO), luego formó parte de las negociaciones de tratados de cooperación entre Argentina e Italia en la embajada en Roma. En los años 1990 se desempeñó en el Programa de Naciones Unidas para el Desarrollo (PNUD). También trabajó en foros internacionales contra la proliferación de armas. Regresó a la Argentina en el 2000.
A fines de 2005 fue nombrado embajador en Sudáfrica. Con motivo de la Copa Mundial de Fútbol de 2010, fue quien en noviembre de 2009 izara la bandera argentina el Estadio Soccer City junto con autoridades de la FIFA. En diciembre de 2015 fue reemplazado por el encargado de negocios ad interim Jorge Guillermo Díaz de Biasi.

### Reino Unido
Fue designado embajador en Londres mediante el decreto 208/2016 del 20 de enero de 2016, reemplazando a Alicia Castro. Allí se anunció que el gobierno británico ya le había concedido el plácet de estilo. La designación ocurrió en el marco de la reunión entre Mauricio Macri con el primer ministro David Cameron, donde el presidente argentino afirmó su intención de «empezar un nuevo tipo de relación con el Reino Unido», en medio de la crisis diplomática por la soberanía de las islas Malvinas en los años 2010. Su nombramiento había sido adelantado en diciembre de 2015, en ese momento su nombre circulaba como posible vicecanciller de Susana Malcorra. Con el cambio en la estrategia política con respecto a las islas del gobierno de Macri, propuso que la Argentina «facilite» la vida de los colonos malvinenses.
En octubre de 2016 causó controversia sus declaraciones en la agencia estatal Télam sobre la cuestión Malvinas. Se quejó de que la relación bilateral fue «malvinizada» por los medios de comunicación. Previamente ambos países habían firmado un comunicado conjunto donde cada uno manifestó su reclamo. También se expresó sobre el papel de las Naciones Unidas en el conflicto:

Argentina pide que el Reino Unido cumpla con la resolución que convoca a ambas naciones a sentarse a conversar. El Reino Unido no, por lo que el secretario general no puede hacer absolutamente nada que los países no piden.

Sersale también pidió enfocarse en el comercio bilateral y atraer inversiones británicas en Argentina, dejando de lado el reclamo de soberanía sobre el archipiélago, buscando colocar al Reino Unido como socio comercial por el Brexit, diferenciándose de la gestión en la embajada de Alicia Castro, centrada en el reclamo por Malvinas.
En diciembre de 2018 publicó un tuit compartiendo una nota de Infobae sobre un viaje humanitario realizado por el empresario Eduardo Eurnekian a las islas Malvinas; compartiendo de forma textual el titular de la nota, que calificaba de «máximas autoridades» a las autoridades coloniales británicas de las Malvinas, ilegítimas para la República Argentina. Tras el incidente, fue citado por la Comisión de Relaciones Exteriores de la Cámara de Diputados de la Nación Argentina. La decisión, planteada por el diputado del Frente para la Victoria Guillermo Carmona, fue respaldada por otros diputados de la oposición y la diputada oficialista Elisa Carrió, quien incluso pidió interpelar al canciller Jorge Faurie, ya que consideró que se «habría hecho una suerte de reconocimiento de la soberanía británica». Tras los hechos, Sersale difundió una carta, dirigida a Faurie, donde expresó que «las legítimas autoridades de las Islas Malvinas, Georgias y Sandwich del Sur y los espacios marítimos circundantes son el Gobierno Nacional y el Gobierno de Tierra del Fuego»; también pidió disculpas y se refirió al incidente como «error». Aclaró además que «el tuit fue modificado, eliminando el error dentro de la hora de su publicación».
En 2019 se dio a conocer que disolvió el Grupo de Apoyo al Diálogo en la Cuestión de las Islas Malvinas, creado por su predecesora Alicia Castro, que estaba conformado por diversas personalidades interesadas en la resolución del conflicto angloargentino. También había ordenado retirar una gigantografía de las islas Malvinas en la sede del consulado argentino.

## Reconocimientos
En 2018 la Fundación Konex le otorgó un Premio Konex - Diploma al Mérito como uno de los diplomáticos más importantes de la última década en la Argentina.